# Raphael Manuvire
Raphael Manuvire (ur. 21 września 1988 w Chegutu) – zimbabwejski piłkarz grający na pozycji pomocnika. W swojej karierze rozegrał 14 meczów i strzelił 1 gola w reprezentacji Zimbabwe.

## Kariera klubowa
Swoją karierę piłkarską Manuvire rozpoczął w klubie Harare City FC. W sezonie 2012 zadebiutował w jego barwach w pierwszej lidze zimbabwejskiej. W latach 2014–2015 występował w ZPC Kariba FC. W sezonie 2014 wywalczył z nim wicemistrzostwo Zimbabwe. Następnie w 2016 grał w Harare City FC, w 2017 w ZPC Kariba, w 2018 w Dynamos FC, a w 2019 w Chapungu United FC.

## Kariera reprezentacyjna
W reprezentacji Zimbabwe Manuvire zadebiutował 17 maja 2015 w wygranym 2:0 meczu COSAFA Cup 2015 z Mauritiusem, rozegranym w Moruleng. Od 2015 do 2018 wystąpił w kadrze narodowej 14 razy i strzelił 1 gola.